# سبدنشین سرطلایی
سبدنشین سرطلایی (نام علمی: Cisticola exilis) نام یک گونه از سرده سبدنشین است.